# Ujed anđela
Ujed anđela ("Mossegada d'àngel") és una pel·lícula iugoslava en croat estrenada el 10 de juliol de 1984. Va ser dirigit per Lordan Zafranović i el guió va ser escrit per Tomislav Sabljak i Lordan Zafranović.

## Argument
A l'illa aïllada de Svec, un faroner i la seva dona reben el missatge que un misteriós mariner està violant i matant dones a les illes solitàries. El guardià del far i la seva dona estan allunyats l'un de l'altre, i ella es troba en un estat d'ansietat i irritació sexual constants. A més d'ells dos, només viuen a l'illa una vella i una noia malalta. Un misteriós home nu aterra a l'illa...

## Repartiment
- Katalin Ladik - Dora, la dona del guardià del far
- Boris Kralj - Guardià del far
- Marina Nemet - Ivanka, una noia
- Charles Milot - Oncle
- Boris Blažeković - el foraster
- Vinka Skansi - Marina Nemet